# Bālā Morġāb
Bālā Morġāb (en darí/pastún: بالامرغاب), también llamada Morghab, es una aldea situada en la provincia de Bādgīs en el noroeste de Afganistán, a orillas del río Murghab. Es la capital del distrito de Murghab.
Bālā Morġāb es la mayor ciudad de la provincia de Bādgīs, mientras que el distrito de Bala Murghab, con una población de 109.381 habitantes, es también el más poblado de la provincia. Cerca de Bālā Morġāb se encuentran las ruinas de la ciudad medieval de Merv al-Rudh, capital histórica de la región medieval de Gharjistan. En ella estuvo la base de operaciones avanzada Todd. Durante la guerra de Afganistán, fue objeto de una intensa disputa por parte de los talibanes y las Fuerzas de Seguridad Nacional Afganas. La ciudad fue capturada por los talibanes durante su ofensiva de 2021. 